# Nicolae Borbola
Nicolae Borbola magyaros névalakban Borbola Miklós (gyöngyi) (1786. november 26. – Nagyvárad, 1877. augusztus 19.) jogtudós, görögkatolikus nagyprépost és jogakadémiai tanár.

## Élete
Az egyetemet Pesten végezte, s 1811. május 23-án fölvette az egyházi rendet. Kezdetben Sályiban, utóbb Nagyváradon volt lelkész és a nemzeti iskolák igazgatója. 1816. július 2-án a nagyváradi királyi akadémiához a természeti és kapcsolt jogtudományoknak rendes tanárává nevezték ki. 1845. december 22-én nyugalomba vonult tanári állásából. 1822-ben címzetes, 1834-ben valóságos kanonok, 1847. március 4-én peturi címzetes apát, 1850. november 7-én görögkatolikus nagyprépost lett. 1877-ben a Lipót-rend kiskeresztjével tüntették ki.

## Munkái
Oratio funebris, qua… Georgio Tokody districtus literarii Magno Varadiensis superiori directori dum regia m. varadiensis eiusdem justa funebria persolveret, parentavit 1818. Magno-Varadini, 1819